# Discographie de Zooey Deschanel
La discographie de Zooey Deschanel se compose de trois albums studios, cinq singles et quatre bandes originales de musique de films avec She and Him, groupe qu'elle forme avec M. Ward, six participations à des bandes originales de films ou téléfilms dans lequel elle joue également (interprétant les chansons seule ou en duo) et cinq participations à des albums studios de plusieurs artistes.

## Discographie

### She and Him

#### Albums
| Année | Détails de l'album           | Charts | Charts | Charts | Charts | Charts | Charts | Charts |
| Année | Détails de l'album           | US     | AUS    | FRA,   | IRE    | SPA    | SWE    | UK     |
| ----- | ---------------------------- | ------ | ------ | ------ | ------ | ------ | ------ | ------ |
| 2008  | Volume One                   | 71     | —      | —      | —      | —      | —      | —      |
| 2010  | Volume Two                   | 6      | 49     | 104    | 29     | 87     | 28     | 62     |
| 2011  | A Very She and Him Christmas | 12     | —      | —      | —      | —      | —      | 145    |
| 2013  | Volume 3                     | 15     | —      | —      | —      | —      | —      | 63     |

#### Singles
| Année | Single                         | Charts | Album      |
| Année | Single                         | FRA,   | Album      |
| ----- | ------------------------------ | ------ | ---------- |
| 2008  | "Why Do You Let Me Stay Here?" | —      | Volume One |
| 2010  | "In the Sun"                   | 89     | Volume Two |
| 2010  | "Thieves"                      | —      | Volume Two |

### Compilations et bandes originales
- "When I Get To The Border" (2007) sur la bande originale de The Go-Getter
- "This Is Not A Test" (2008) sur Word Magazine's Now Hear This! 67[6]
- "This is Not A Test" (2008) sur SCORE! Twenty Years of Merge Records[6]
- "Why Do You Let Me Stay Here?" (2008) sur Paste Magazine Sampler Issue 43[6]
- "Why Do You Let Me Stay Here?" (2008) sur Merge Records' 2009 Promotional Sampler[6]
- "Why Do You Let Me Stay Here?" (2008) sur Hear Music's Have You Heard[7]
- "I Was Made For You" (2008) sur Un Ete 2008[6]
- "I Put a Spell on You" (2009) sur Starbucks' Sweetheart 2
- "Please, Please, Please Let Me Get What I Want" (2009) sur la bande originale de (500) jours ensemble
- "Earth" sur 826LA Chickens in Love[8]
- "Fools Rush In" sur Levi's Pioneer Sessions 2010 Revival Recordings[9]
- "Winnie the Pooh" et "So Long" (2011) sur la bande originale de Winnie l'ourson

## Collaboration avec d'autres artistes
- 2008: Acid Tongue – Jenny Lewis

"The Next Messiah", "Carpetbaggers", "Trying My Best to Love You", "Jack Killed Mom"
- 2009: Hold Time – M. Ward

"Never Had Nobody Like You", "Rave On"
- 2010: The Place We Ran From – Tired Pony

"Get on the Road", "Point Me at Lost Islands"
- 2011: Listen to Me: Buddy Holly

"It's So Easy" (album hommage)
- 2012: A Wasteland Companion – M. Ward

"Sweetheart"
- 2015: A Mixtape From Ben Lee – Ben Lee

"You're The Reason"

### Bandes originales
En solo
La chanson  Someday issu du film Le Secret de Terabithia ne fut pas incluse dans la bande originale. Avec  Matthew Morrison, elle interprète le titre In a Little While dans le téléfilm Once Upon a Mattress
- 2003 : Bande originale du film Elfe

Baby, It's Cold Outside avec Leon Redbone
- 2009 : Bande originale du film (500) jours ensemble

Sugar Town
- 2011 : Bande originale du film Winnie l'Ourson

A Very Important Thing to Do
Everything is Honey avec Jim Cummings et Robert Lopez
Winnie the Pooh avec M. Ward
So Long
Finale avec Jim Cummings, Robert Lopez et le casting
- 2011 : Bande originale du film Votre Majesté

The Greatest Most Beautiful Love Song in All the Land avec James Franco
Munchausen By Proxy
Munchausen By Proxy est un groupe musical de fiction qui apparaît dans Yes Man,.
- 2008 : Bande originale du film Yes Man

Sweet Ballad  featuring Zooey Deschanel & Von Iva
Uh-Huh  featuring Zooey Deschanel & Von Iva
Keystar  featuring Zooey Deschanel & Von Iva
Yes Man  featuring Zooey Deschanel & Von Iva